# Conops conwayae
Conops conwayae är en tvåvingeart som beskrevs av Stuke 2003. Conops conwayae ingår i släktet Conops och familjen stekelflugor.
Artens utbredningsområde är Swaziland. Inga underarter finns listade i Catalogue of Life.